# Шикар
Шикар — охота на тигра со спин слонов, практиковавшаяся при дворах индийских махараджей. Страсть последних к роскоши постепенно превратили её в торжественный выезд на слонах в джунгли. В шикарах участвовали многие прославленные колониальные деятели, в основном британские, бывшие гостями того или иного владыки — вице-короли, знаменитые охотники, армейские офицеры. Владевшие Индией англичане благосклонно относились к шикарам, считая, что они помогают индийцам выплёскивать агрессию, заменяя собой войны.

## Охота
Так как слон возвышается над местностью примерно на три метра, нахождение на его спине позволяет охотникам и их спутникам иметь хороший обзор, стрелять сверху вниз и обеспечивает значительно большую безопасность, чем охота на тигров пешком, либо с лошади (но, хотя тигр обычно не решается атаковать это крупное животное, случаи запрыгивания тигра на спину слона бывали). Появление в Индии огнестрельного оружия сделало шикары ещё более эффективными и безопасными. Попутно с тигриной охотой добывали также другую дичь — животных и птиц для стола.

### Подготовка
Слоны склонны впадать в панику при опасности, поэтому их специально учили не бояться тигра, используя для этого ручное животное — сначала в клетке, а затем на привязи в джунглях.

## Роскошь
Со временем шикар стал парадом роскоши и торжественным светским мероприятием — пытаясь угодить вельможным гостям, махараджи прибегали к уловкам, делающим риск неудачной охоты минимальным. При измерении длины шкуры добытых тигров также не обходилось без мошенничества. На такую охоту бралось лучшее европейское оружие того времени, множество украшенных слонов, большая свита с женщинами и богатым столом, затем начались и вовсе выезды на роллс-ройсах, которых разные махараджи за период своего правления княжествами Индии всего заказали около тысячи.

## Сходные и производные термины
- Шикари — профессиональный охотник в Индии
- Мир-шикар — главный егерь в Османской Турции